# Мега-акула против Меха-акулы
«Мега-акула против Меха-акулы» (англ. Mega Shark versus Mecha Shark) — американский триллер производства студии The Asylum, сиквел фильма «Мега-акула против Крокозавра». Премьера в мире состоялась 28 января 2014 года. Фильм больше известен как «мокбастер», и из-за этого у него много отрицательных отзывов.

## Сюжет
Уже не один раз мореплавателям приходилось сталкиваться с ужасающей жительницей океанских глубин мега-акулой. Казалось бы, монстра удалось победить, но тут поступает тревожный сигнал о новом нападении. Команда ученых и инженеров приступает к постройке механической конструкции, которая сможет дать достойных отпор настоящему чудовищу. Управление современной мех-акулой доверили отважной девушке Рози. Но одержать победу над хитрой хищницей, которая состоит из плоти и крови не так-то просто. Тем более, программное обеспечение механического устройства дает сбои, и робот внезапно начинает уничтожать один из приморских городов. На суше механическая акула передвигается при помощи гусеничного хода. Но ловкость и сообразительность Рози станут серьезным подспорьем в этой тяжелой борьбе за спокойные воды мирового океана.

## В ролях
| Актер           | Роль               |
| --------------- | ------------------ |
| Кристофер Джадж | Джек Тёрнер        |
| Элизабет Рём    | Роуз Грейс         |
| Мэтт Лаган      | адмирал Эдгельберг |
| Дебора Гибсон   | Эмма Макнейл       |
| Ханна Левиен    | Сэнди              |
| Эмма Роз Малони | Стэйси             |
| Саймон Берберо  | Хоган              |
| Стив Хэнкс      | капитан Рейнольдс  |